# Atlas Weekend 2016
Фестиваль Atlas Weekend 2016 пройшов з 8 по 10 липня 2016 року у Києві на території Національного експоцентру України. Фестивалі «Країна мрій» і «Koktebel Jazz Festival» мали свої сцени в рамках Atlas Weekend. Поруч із фестивалем працювало наметове містечко, а для дітей до 12 років і для людей, старших 65 — вхід на фестиваль був безкоштовним. Квитки обмінювались на спеціальні браслети, які мали свої ідентифікатори для входу і на які можна було покласти гроші для сплачення платних послуг на території фестивалю. За офіційними даними, фестиваль відвідало 142 000 людей та виступило 157 артистів.
Пройшов фестиваль досить напружено, адже ввечері бажаючих потрапити на фестиваль було досить багато. Тому людям доводилось вистоювати 2-3 години в черзі. До цього додалися проблеми з погодою на другий день фестивалю — дощ змусив організаторів непередбачувано змінювати програму, затримуючи виступи артистів на 1-4 години, а браслети не працювали, як повинні були.

## Галерея

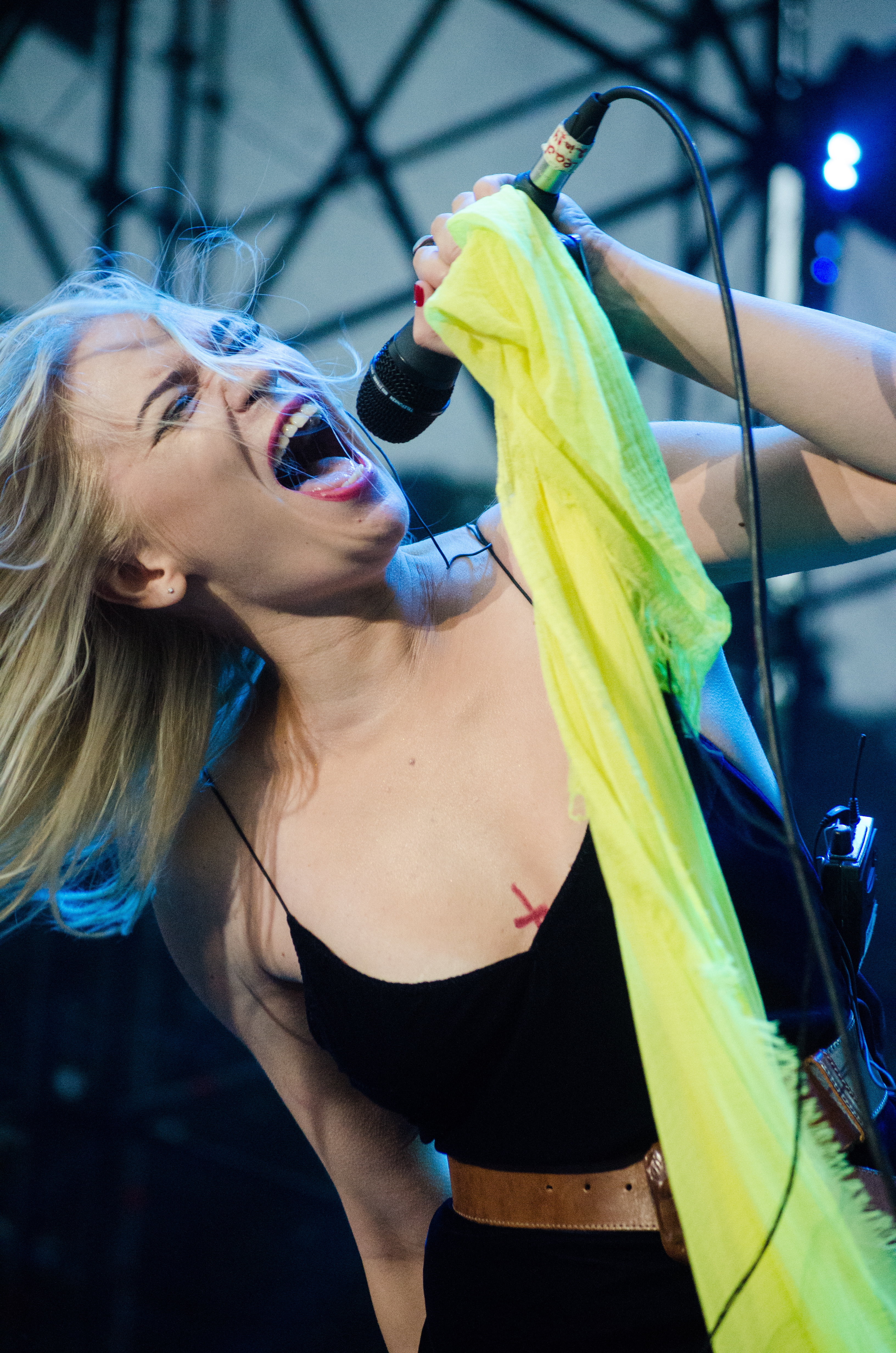
Alloise
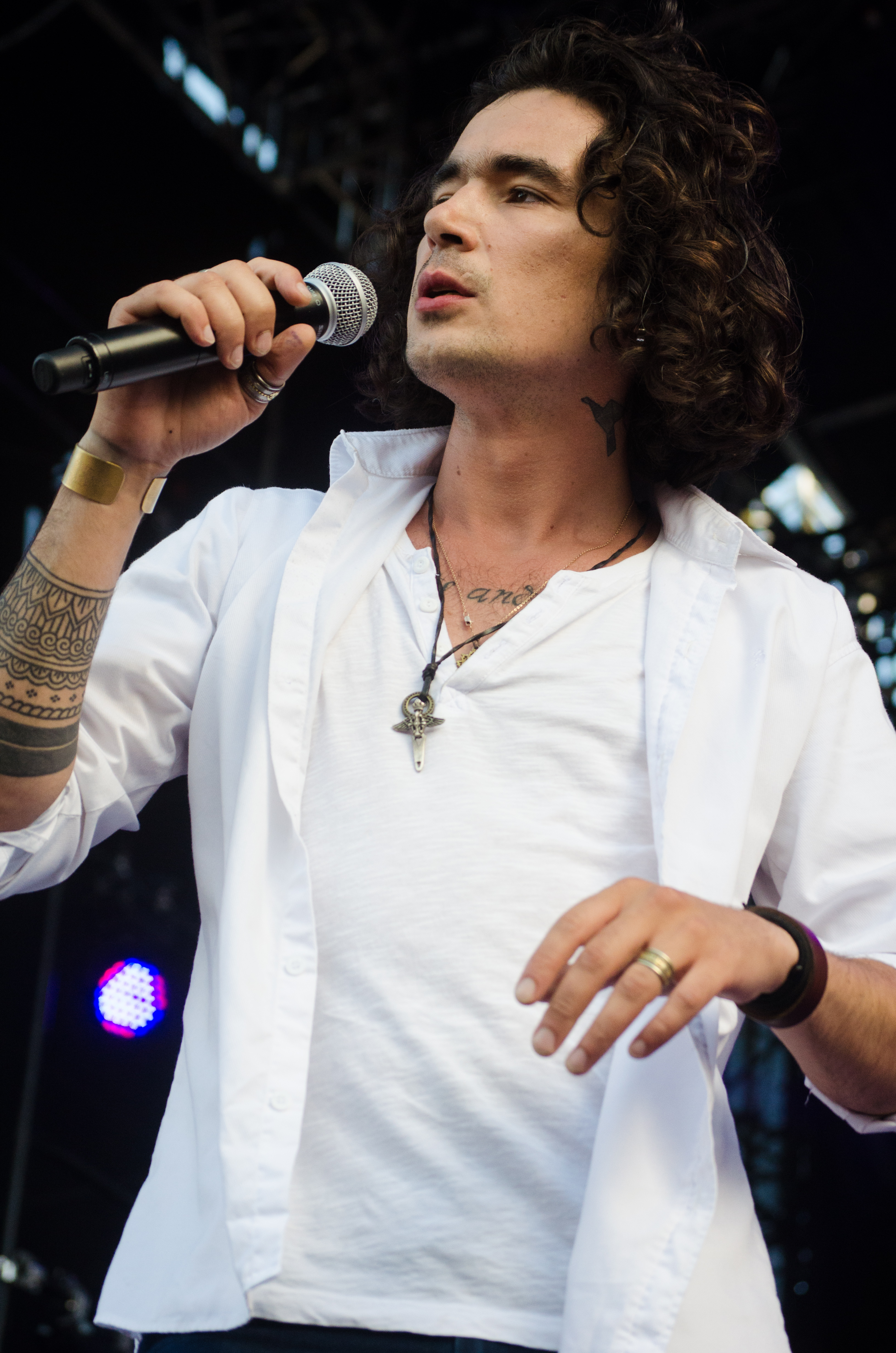
Epolets
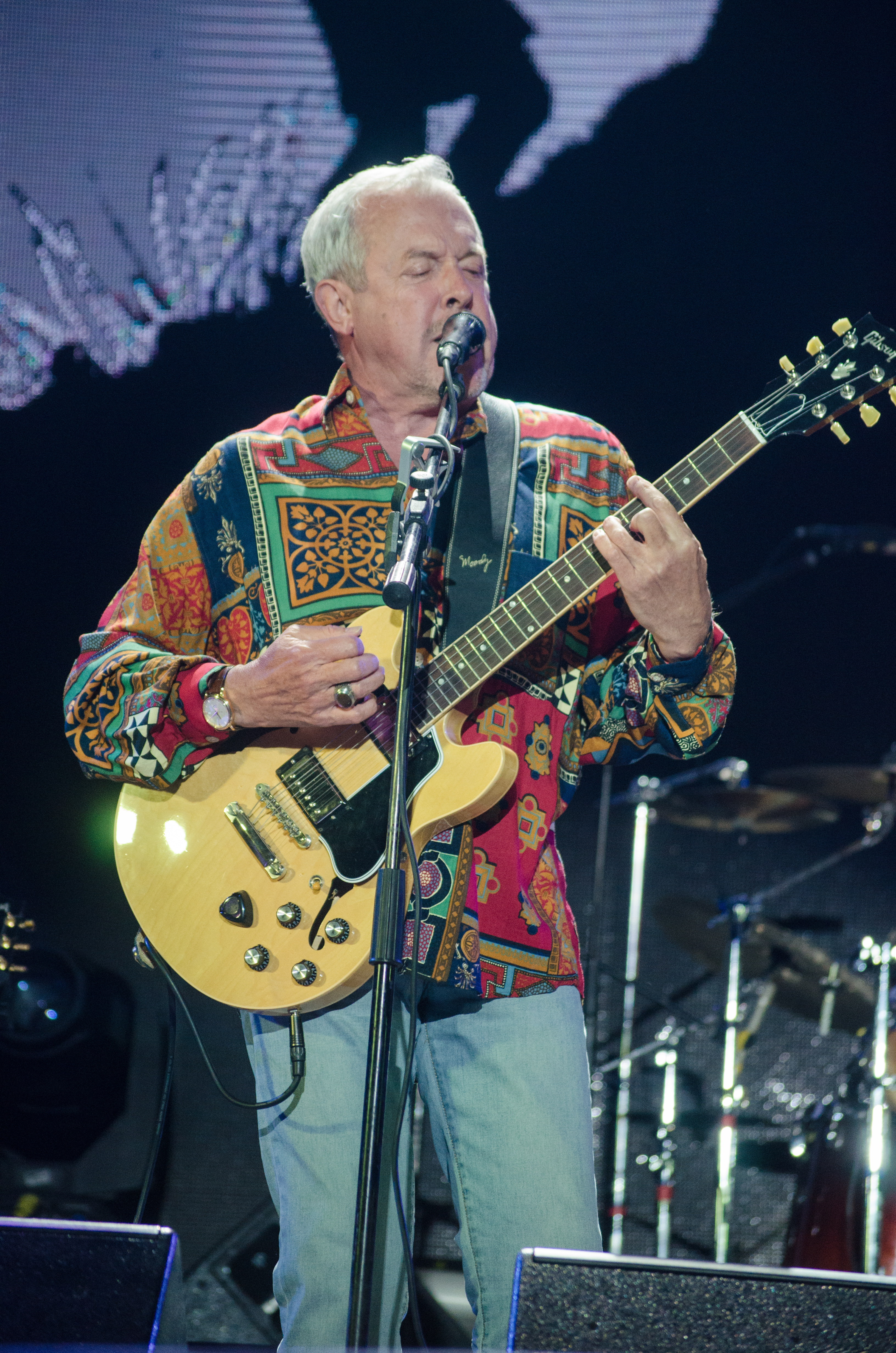
Андрій Макаревич
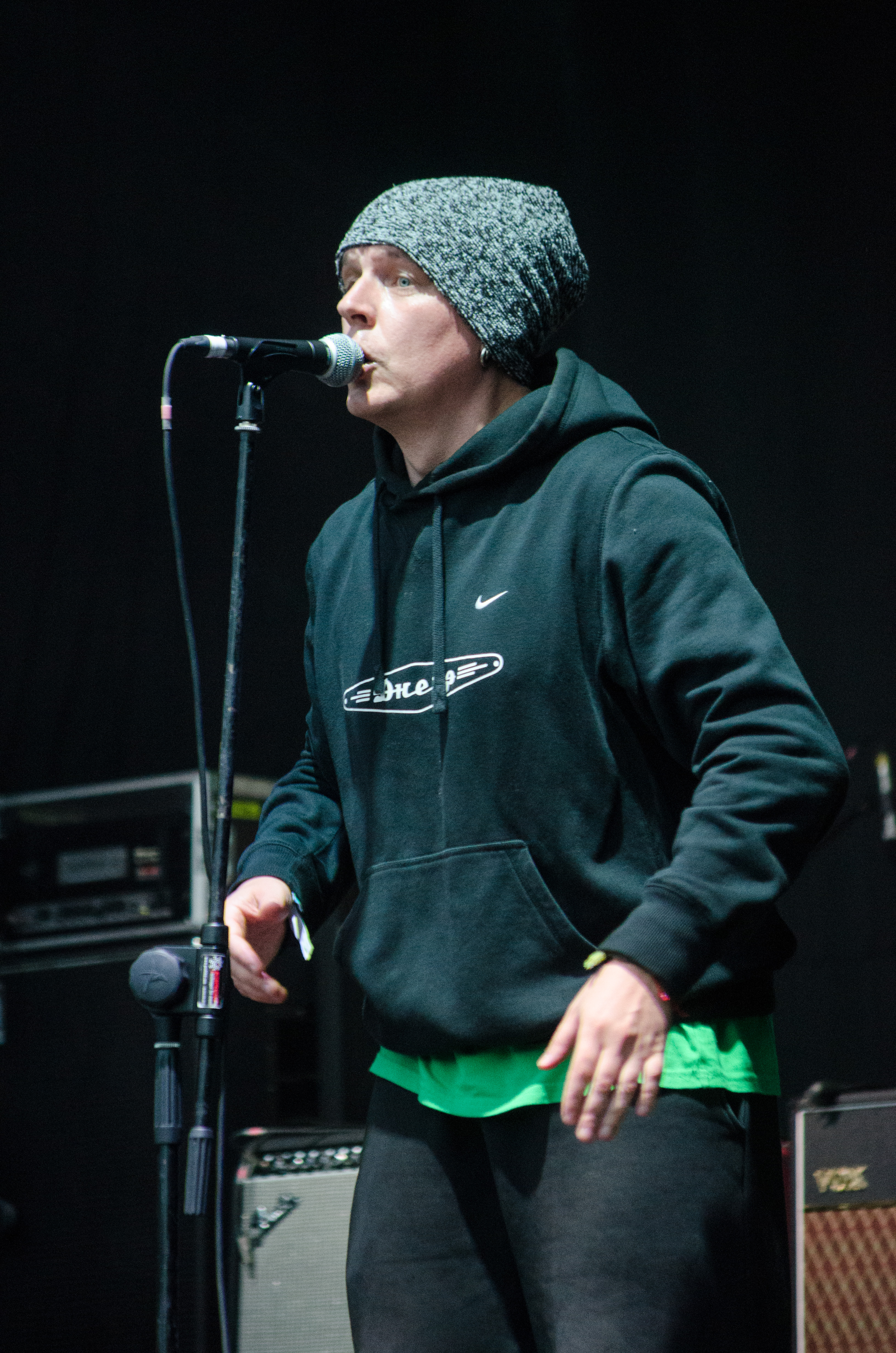
Вагоновожатые
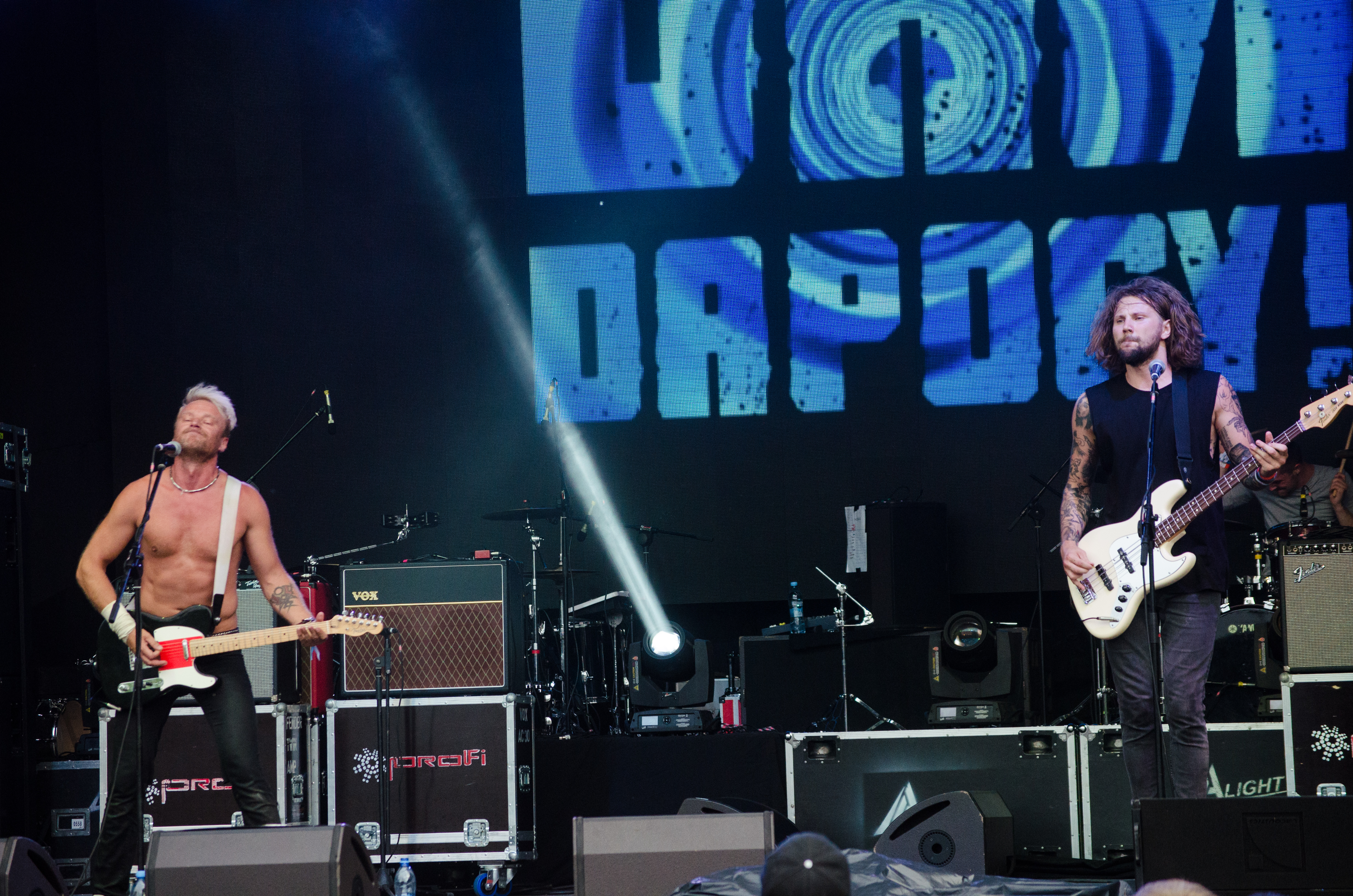
Дай дарогу!
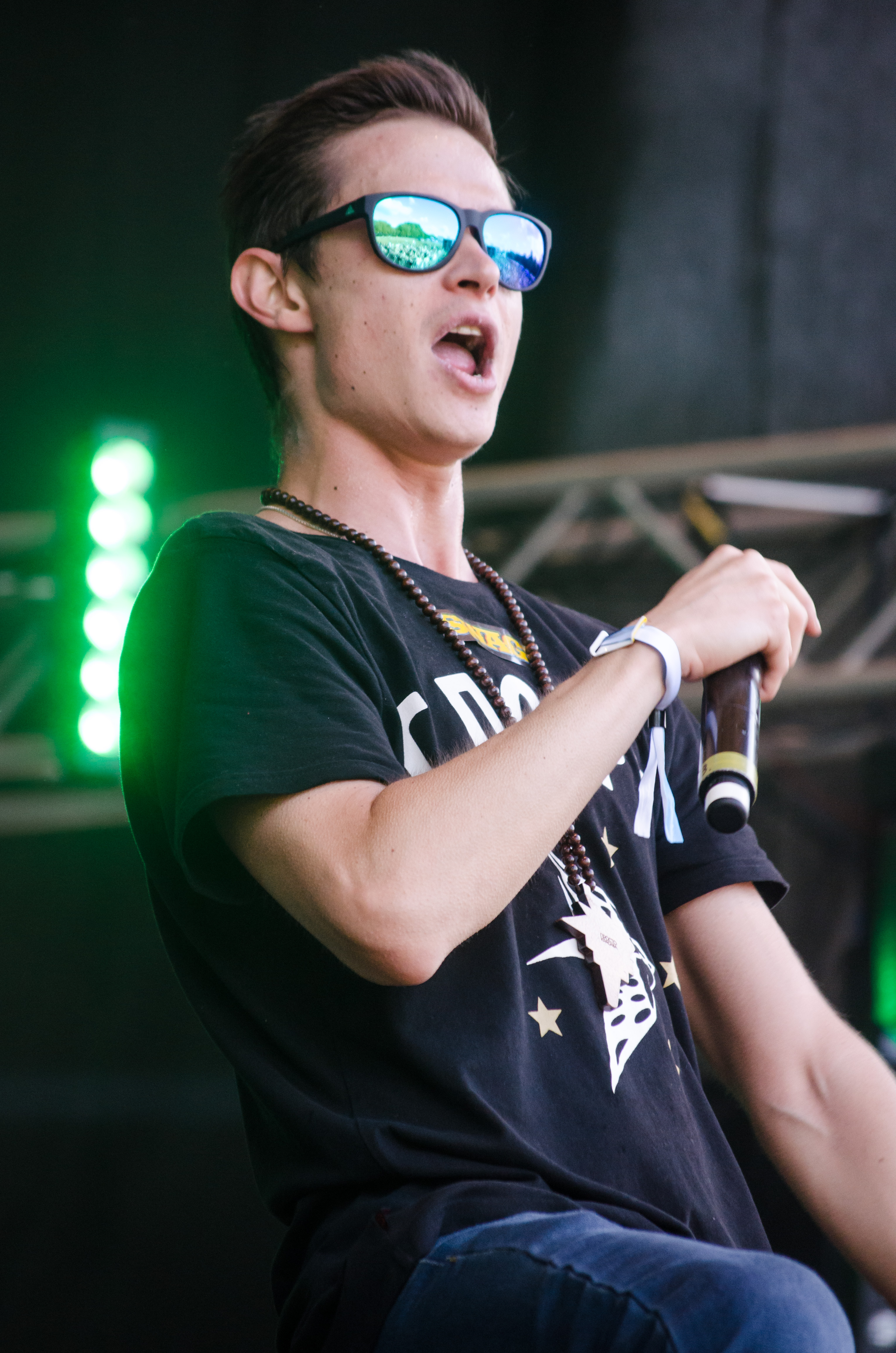
Кравц
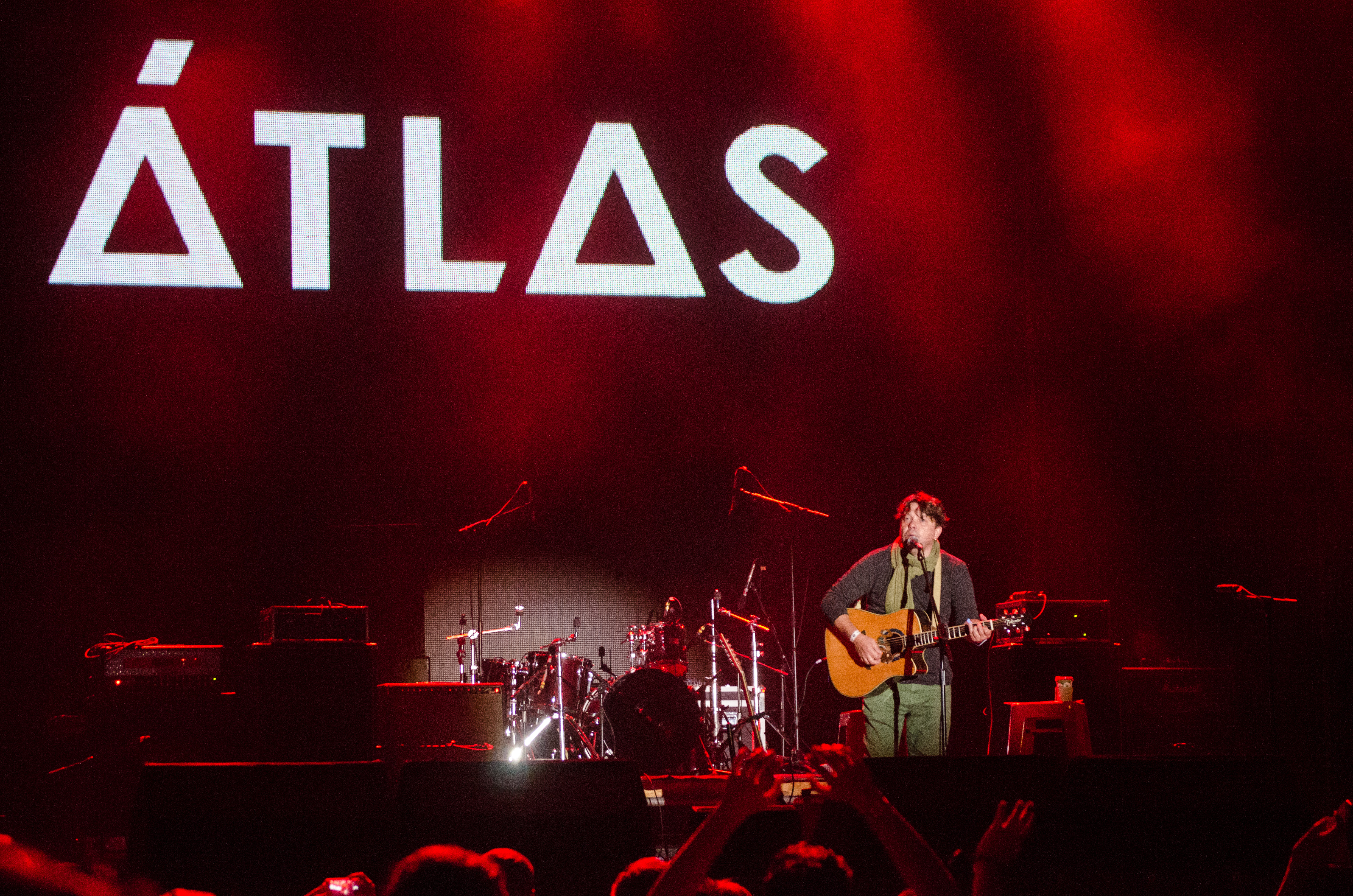
Тарас Чубай

## Лайн-ап
Під час фестивалю виступило 157 артистів.
Цей розклад є неточним, адже відбувались зміни в програмі під час фестивалю.
| Main Stage | | |
| 8 липня | 9 липня | 10 липня |
| 15:00 Heretic's Dream 15:45 Dirkschneider 17:20 Apocalyptica 19:00 Ніно Катамадзе 20:00 Машина времени 21:30 Jamala | 15:00 Twocolors 15:40 Beissoul & Einius 16:30 Bahroma 17:20 GusGus 18:30 Pianoбой 19:30 Аквариум 20:40 Бумбокс 21:50 Іван Дорн                                                                                   | 15:00 A new tomorrow 15:40 СтанцияМир 16:20 Brutto&Ляпіс 17:20 Epolets 18:10 5'nizza 19:25 Сплін 21:00 Monatik 21:50 Kwabs                                                                                      |
| West Stage | | |
| 8 липня | 9 липня | 10 липня |
| Hip-Hop Stage | Hip-Hop Stage | 15:00 Zetetics 15:40 The Cancel 16:30 СеребрянаяСвадьба 17:45 The Tiger Lillies 18:45 Sian Evans (Kosheen) 19:40 Pur:Pur 20:35 Loudspeakers 21:30 Red Snapper                                                   |
| 15:00 Адвайта 15:50 Гансэлло 16:40 Кравц 17:40 Курган и Агрегат 18:50 Каспийский груз 19:20 Лион 20:30 Стольный Град | 15:00 Murovei 15:50 Yanix 16:40 Антоха МС 17:30 Жак-Энтони 18:20 Ассаи 19:10 Anacondaz 20:00 Noize MC 21:10 Nneka                                                                                                | 15:00 Zetetics 15:40 The Cancel 16:30 СеребрянаяСвадьба 17:45 The Tiger Lillies 18:45 Sian Evans (Kosheen) 19:40 Pur:Pur 20:35 Loudspeakers 21:30 Red Snapper                                                   |
| Pepsi Night Stage | | 15:00 Zetetics 15:40 The Cancel 16:30 СеребрянаяСвадьба 17:45 The Tiger Lillies 18:45 Sian Evans (Kosheen) 19:40 Pur:Pur 20:35 Loudspeakers 21:30 Red Snapper                                                   |
| 23:30 Dilara 00:10 Secret Avenue 00:50 Tape Flakes 01:30 Cape Cod 02:20 Cepasa 03:40 Red Berlin 04:20 Atomic Simao 05:00 Estradarada | 00:00 Kemper 01:30 SBCR (of the Bloody Beetroots) Pepsi Night Stage 00:00 Kemper 01:30 SBCR (of the Bloody Beetroots) 02:45 Denny Todd 04:00 Selecta                                                             | 15:00 Zetetics 15:40 The Cancel 16:30 СеребрянаяСвадьба 17:45 The Tiger Lillies 18:45 Sian Evans (Kosheen) 19:40 Pur:Pur 20:35 Loudspeakers 21:30 Red Snapper                                                   |
| East Stage | | |
| 8 липня | 9 липня | 10 липня |
| 15:00 Morphine Suffering 15:40 Flëur 16:30 С. К. А. Й. 17:30 Антитіла 18:30 Kozak System 19:30 Гліб Самойлов & the Matrixx 20:40 Mgzavrebi 21:50 Мельница | 15:00 Music Renascence 15:30 Le Basour 16:10 VOSMOY 17:00 I am waiting for you last summer 17:50 Rozhden 18:40 The Erised 19:40 Royal Republic 20:40 SunSay 21:50 Сергій Бабкін 23:00 YOAV                       | 15:00 Масса Причин 15:30 Akute 16:15 Дай Дарогу! 16:55 Fontaliza 17:35 Brunettes Shoot Blondes 18:25 Вагоновожатые 19:15 Марія Чайковська 20:10 Валентин Стрикало 21:10 O.Torvald 22:20 The Subways             |
| Central Stage | | |
| 8 липня | 9 липня | 10 липня |
| 15:00 Nravitsa Planet 15:35 Феликс Шиндер и Деньги Вперед 16:10 Руки'вБрюки 16:45 Гражданин Топинамбур 17:20 Артем Пивоваров 18:00 Panivalkova 18:45 Сергей Кузини Соня Сотник 19:50 Веремій 20:30 Без Обмежень 21:15 Be my guest 22:00 DETACH 22:50 Театр тіней «Teulis» | 15:00 Vagabond Specter 15:35 Peter and the Wolves 16:10 k.a.t.y.a 16:45 dvoe 17:20 Alloise 18:10 Vivienne Mort 19:00 Крихітка 19:50 Друга Ріка 20:50 The Maneken 21:40 Onuka 22:50 Театр тіней «Teulis»          | 15:00 Robots don't cry 15:50 Фіолет 16:40 Alex Kelman 17:30 Biplan 18:20 Billy's Band 19:20 Один в каное 20:30 The Retuses 21:30 Пряма трансляція фіналу Євро-2016                                              |
| Країна Мрій | | |
| 8 липня | 9 липня | 10 липня |
| 16:00 Дримбададзига 16:50 Тінь Сонця 17:50 Діля & Астарта 18:40 Rock-H 19:40 Флайzzza 20:40 The Doox 21:40 Плач Єремії | 15:00 Ансамбль давньої музики Костянтина Чечені 16:00 Тарута 16:50 Luiku 17:40 The ВЙО 18:40 Ельвіра Сарихаліл 19:30 Ілларія 20:40 Atmasfera 21:50 Воплі Відоплясова                                             | 16:00 Врода 16:50 Familia Perkalaba 17:50 Joryj Kłoc 18:50 Hudaki Village Band 19:40 Tyt i Tam |
| Art Stage | | |
| 8 липня | 9 липня | 10 липня |
| 15:00 Вільний Мікрофон 17:00 Любко Дереш 18:00 Анна Кукушкіна 19:00 Вистава театру Леся Подерв'янського 19:40 Анастасія Пліс 21:00 Ес Соя 00:00 Львівський театр 2.0 | 15:00 Вільний мікрофон 16:00 Light Dreams 17:00 Олег Каданов 18:00 Олексій Чупа 19:00 Львівський театр 2.0 20:00 Вікторія Дикобраз 21:00 Ваня Якимов 22:00 Ах Астахова 23:00 Вистава театру Леся Подерв'янського | 15:00 Вільний мікрофон 16:30 Вистава театру Леся Подерв'янського 17:10 Make likes a tree 18:10 Karizza 18:40 Птицами 19:40 Артем Полежака 20:30 Презентація фільму «Любові стане на всіх» від Анаід Агаджанової |